# Feldsaaten Freudenberger
Feldsaaten Freudenberger ist ein Saatguthandelsunternehmen mit Sitz in Krefeld. Es wurde 1948 gegründet.
60.000 Tonnen Saatgut werden im Jahr umgesetzt. Schwerpunkte sind dabei landwirtschaftliche Zwischenfruchtsaaten sowie Rasensamen. Freudenberger hat etwa um das Jahr 1990 die Mantelsaat entwickelt, bei der Nährstoffe mit dem Saatkorn verbunden wurde.